# Вафельниця

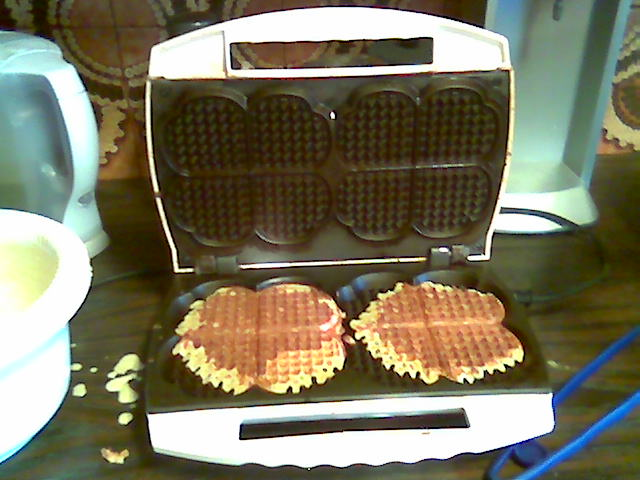
Сучасна побутова електровафельниця

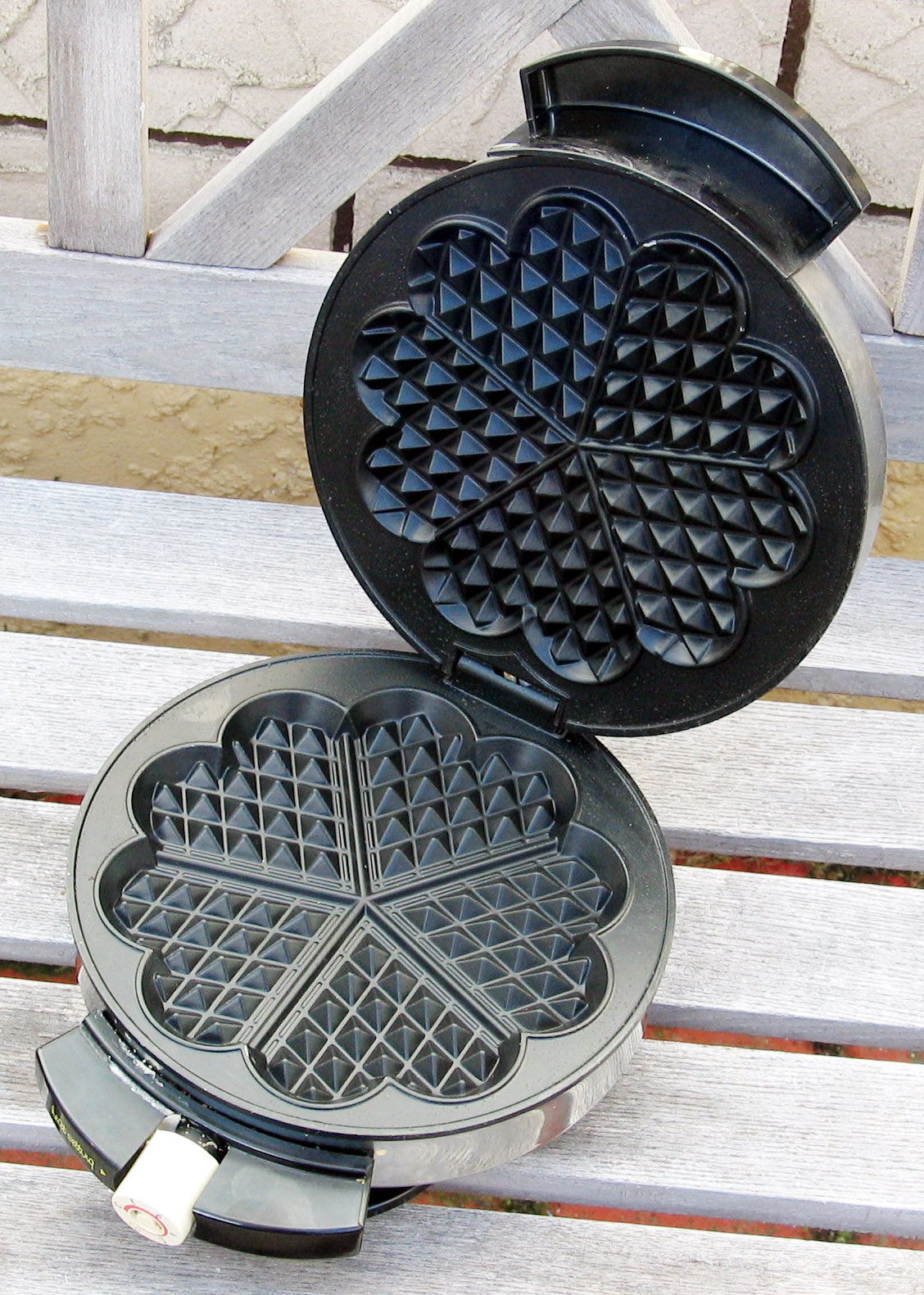
Елетровафельниця для приготування скандинавських вафель (у формі сердечок)

Ва́фельниця (англ. Waffle iron) — пристрій для випікання вафель. У сучасних вафельниць, які виготовляються як в побутовому, так і в промисловому варіанті, нагрів проводиться за допомогою електричного струму, тому вони можуть також називатися електровафельницями. Спочатку ж нагрів вафельниці здійснювався на відкритому вогні або в печі, і сама вона являла собою дві чавунні плити, з'єднані петлею одна з одною, до кожної з яких була прикріплена ручка.

## Будова
Електроприлад складається з двох жарильних плит, з'єднаних шарнірно. Нагрівання робочих поверхонь приладу здійснюється за рахунок трубчастих електронагрівальних елементів. Шарнірний пристрій дозволяє фіксувати верхню частину у відкритому стані. Жарочні плити виготовлені з алюмінію, поверхня якого покрита антипригарним покриттям.
Прилад може бути оснащений терморегулятором, що дозволяє змінювати нагрів плит у певному інтервалі — зазвичай, 200—250 градусів. Опціонально має таймер, що сигналізує про готовність вафлі що випікається. Про готовність приладу до роботи (нагрівання до робочої температури) може інформувати індикатор.
Сучасні вафельниці здатні виготовляти вафлі у вигляді трубочок і великих гофр.